# Liam Hemsworth

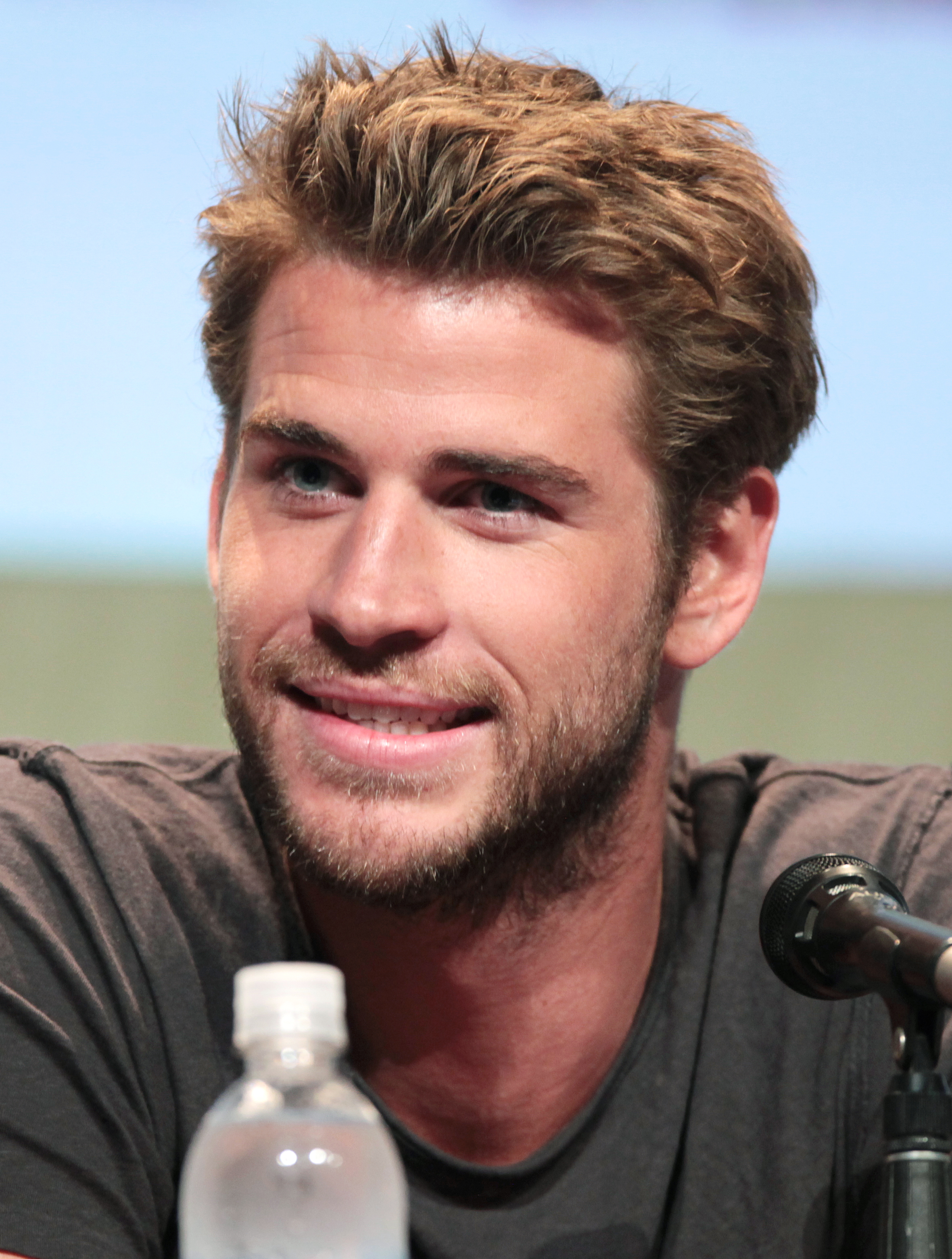
Liam Hemsworth bei der Comic-Con (2015)

Liam Hemsworth (* 13. Januar 1990 in Melbourne, Victoria) ist ein australischer Schauspieler.

## Leben
Liam Hemsworth wurde als jüngstes von drei Kindern in Melbourne geboren. Seine beiden älteren Brüder Chris und Luke Hemsworth sind ebenfalls Schauspieler. Als Hemsworth acht Jahre alt war, zogen er und seine Familie nach Phillip Island, einer kleinen Insel im australischen Bundesstaat Victoria.
Während seiner Schulzeit begann Hemsworth aufgrund der schauspielerischen Aktivitäten seiner Brüder ebenfalls über eine Schauspielkarriere nachzudenken. Er heuerte einen Agenten an, der ihm Rollen im australischen Fernsehen vermittelte. 2007 spielte er in der australischen Fernsehserie Nachbarn mit, in der vorher seine Brüder Hauptrollen gespielt hatten. Von 2008 bis 2010 spielte er in der Jugendserie Elephant Princess den attraktiven Gitarrenspieler Marcus. Des Weiteren hatte er kleinere Rollen in den Fernsehserien Satisfaction, Home and Away, McLeods Töchter sowie in den Filmen Knowing – Die Zukunft endet jetzt und Triangle – Die Angst kommt in Wellen. 2009 zog er in die Vereinigten Staaten.
Hemsworth wurde 2009 ausgesucht, um in Sylvester Stallones Film The Expendables mitzuspielen. Später allerdings wurde seine Rolle aus dem Drehbuch gestrichen. Die Hauptrolle in Thor verlor er an seinen Bruder Chris.
In dem Film Mit Dir an meiner Seite verkörperte er den Partner von Miley Cyrus, mit der er danach zeitweilig ein Paar bildete. Nach einer vorübergehenden Trennung waren beide seit 2015 wieder liiert. Am 23. Dezember 2018 heiratete das Paar. Im August 2019 gaben Hemsworth und Cyrus ihre erneute Trennung bekannt. Hemsworth ist in dem Musikvideo von Cyrus’ Lied When I Look at You zu sehen.
2012 bis 2015 verkörperte er Gale Hawthorne in der Romanverfilmung Die Tribute von Panem – The Hunger Games und deren Fortsetzungen Die Tribute von Panem – Catching Fire, Die Tribute von Panem – Mockingjay Teil 1 und Teil 2.
Liam Hemsworth war Veganer. Er wurde von PETA als Sexiest Vegetarian Celebrity 2016 ausgezeichnet. 2019 gab er seine vegane Ernährung aufgrund von gesundheitlichen Problemen auf.
Ab der vierten Staffel wird Hemsworth die Hauptrolle des Geralt von Riva in der Netflix-Serie The Witcher einnehmen. Er ersetzt damit Henry Cavill, der die Figur drei Staffeln lang spielte.

## Filmografie (Auswahl)
- 2007: Home and Away (Fernsehserie, Folge 4372)
- 2007: McLeods Töchter (McLeod’s Daughters, Fernsehserie, Folge 7x20 Leaving the Nest)
- 2007–2008: Nachbarn (Neighbours, Fernsehserie, 25 Folgen)
- 2008–2009: Elephant Princess (The Elephant Princess, Fernsehserie, 26 Folgen)
- 2009: Satisfaction (Fernsehserie, zwei Folgen)
- 2009: Knowing – Die Zukunft endet jetzt (Knowing)
- 2009: Triangle – Die Angst kommt in Wellen (Triangle)
- 2010: Mit Dir an meiner Seite (The Last Song)
- 2012: Die Tribute von Panem – The Hunger Games (The Hunger Games)
- 2012: The Expendables 2
- 2013: Love and Honor – Liebe ist unbesiegbar (Love and Honor)
- 2013: Empire State – Die Straßen von New York (Empire State)
- 2013: Paranoia – Riskantes Spiel (Paranoia)
- 2013: Die Tribute von Panem – Catching Fire (The Hunger Games: Catching Fire)
- 2014: Cut Bank – Kleine Morde unter Nachbarn (Cut Bank)
- 2014: Die Tribute von Panem – Mockingjay Teil 1 (The Hunger Games: Mockingjay – Part 1)
- 2015: The Dressmaker
- 2015: Die Tribute von Panem – Mockingjay Teil 2 (The Hunger Games: Mockingjay – Part 2)
- 2016: Independence Day: Wiederkehr (Independence Day: Resurgence)
- 2016: Das Duell (The Duel)
- 2019: Isn’t It Romantic
- 2019: Killerman
- 2020: Most Dangerous Game (Fernsehserie)
- 2020: Arkansas
- 2022: Poker Face
- 2023: Land of Bad
- 2024: Lonely Planet: Liebe in Marokko (Lonely Planet)

## Auszeichnungen
| Jahr | Award                                      | Kategorie                                            | Film/Serie                                | Resultat  |
| ---- | ------------------------------------------ | ---------------------------------------------------- | ----------------------------------------- | --------- |
| 2010 | Teen Choice Award                          | Male Breakout                                        | Mit Dir an meiner Seite                   | Gewonnen  |
| 2010 | Teen Choice Award                          | Best Liplock mit Miley Cyrus                         | Mit Dir an meiner Seite                   | Nominiert |
| 2010 | Teen Choice Award                          | Bester Film Drama                                    | Mit Dir an meiner Seite                   | Nominiert |
| 2010 | Teen Choice Award                          | Best Movie Chemistry                                 | Mit Dir an meiner Seite                   | Nominiert |
| 2010 | Young Hollywood                            | Bester Durchbruch des Jahres                         | Mit Dir an meiner Seite                   | Gewonnen  |
| 2010 | Nickelodeon Australian Kids’ Choice Awards | Bester Filmkuss                                      | Mit Dir an meiner Seite                   | Gewonnen  |
| 2012 | Teen Choice Award                          | Scene Stealer: Male                                  | Die Tribute von Panem – The Hunger Games  | Gewonnen  |
| 2012 | Teen Choice Award                          | Choice Hottie – Male                                 | Die Tribute von Panem – The Hunger Games  | Nominiert |
| 2012 | People’s Choice Award                      | Chemistry with Jennifer Lawrence and Josh Hutcherson | Die Tribute von Panem – The Hunger Games  | Gewonnen  |
| 2012 | MTV Movie Award                            | Best Breakthrough Performance                        | Die Tribute von Panem – The Hunger Games  | Nominiert |
| 2012 | MTV Movie Award                            | Best Cast                                            | Die Tribute von Panem – The Hunger Games  | Nominiert |
| 2015 | Nickelodeon Kids’ Choice Awards            | Favorite Male Action Star                            | Die Tribute von Panem – Mockingjay Teil 1 | Gewonnen  |
| 2015 | Golden Eye Award (Zurich Film Festival)    | The New A-Lister                                     |                                           |           |